# Palystes johnstoni
Palystes johnstoni är en spindelart som beskrevs av Pocock 1896. Palystes johnstoni ingår i släktet Palystes och familjen jättekrabbspindlar. Inga underarter finns listade i Catalogue of Life.